# 京都貯金事務センター
京都貯金事務センター（きょうとちょきんじむせんたー）は、かつて京都府京都市上京区にあった逓信省 → 郵政省 → 郵政事業庁 → 日本郵政公社の貯金事務センターである。
大阪貯金支局の機能を分散する形で「京都貯金支局」として設置され、京都府と滋賀県と奈良県および和歌山県に所在する郵便局における貯金事務を取り扱っていたが、2003年12月31日に廃止され、現在、機能は大阪貯金事務センターに移されている。

## 略歴
- 1936年（昭和11年）10月1日 - 大阪貯金支局から京都府の郵便振替口座を移管する形で、京都市中京区の日本銀行京都支店別館を借り受けて「京都貯金支局」として開設。
- 1938年（昭和13年）1月 - 下京区の西本願寺仏門堂に移転（油小路庁舎）。
- 1940年（昭和15年）7月 - 大阪貯金支局から京都府、および、滋賀県の郵便貯金原簿を移管され、これに併せて上京区千本今出川角の丹神デパート跡の建物に貯金課が移転（今出川庁舎）。
- 1942年（昭和17年）10月 - 証券保管事務の増加に伴い、中京区寺町通四条上るのすき焼き屋「きむら」跡の建物を借り入れ、担当部署を移転（寺町庁舎）。
- 1943年（昭和18年）3月 - 事務量の増加に伴い、中京区四条高倉の大丸京都店の一部フロアを借り受け、今出川から第一・第二貯金課を移転（大丸庁舎）。寺町庁舎を閉鎖。
- 1943年（昭和18年）4月 - 西本願寺にあった庶務課・振替貯金課を今出川庁舎に移転し、油小路庁舎を閉鎖。
- 1944年（昭和19年）1月 - 今出川庁舎の明け渡し要求により、入居していた庶務課・振替貯金課・証券課が下京区の丸物[2]本館に移転し、今出川庁舎を閉鎖（丸物庁舎）。
- 1946年（昭和21年）11月 - 丸物本館の明け渡し要求により、下京区（現在の南区）大石橋の織物工場跡地に全課が移転（大石橋庁舎）。これに伴い、丸物庁舎及び大丸庁舎を閉鎖。
- 1949年（昭和24年）6月 - 「京都地方貯金局」と改称。
- 1955年（昭和30年）5月 - 上京区岩栖院町の後藤屋敷（擁翠園）跡に庁舎を新築し、全課が移転[3]。
- 1968年（昭和43年）7月1日 - 郵便番号制の施行に伴い、「602-99」の郵便番号が付定される。
- 1974年（昭和49年）11月 - 敷地内に別館庁舎を新築。
- 1975年（昭和50年）11月 - EDPSシステムによる機械化が始まる。
- 1978年（昭和53年）6月 - 管内全府県のEDPS化完了。
- 1981年（昭和56年）2月 - 為替貯金業務の総合機械化実施。
- 1983年（昭和58年）3月1日 - 「京都貯金事務センター」に改称。
- 1985年（昭和60年）8月6日 - 西陣郵便局管理の局外ATMを正門入口前に設置。「44199A」の取扱局番号が付定される。
- 1989年（平成元年）10月2日 - 庁舎敷地内の日本庭園「擁翠園」の一般公開を開始。以後、春・秋の観光シーズンに一般公開を行う。
- 1991年（平成3年）8月19日 - 近畿郵政局から調査事務を移転。[4]
- 1997年（平成10年）2月 - 郵便番号七桁化に伴い、当センター固有の郵便番号が「602-8794」となる。
- 2001年（平成13年）1月 - 郵政事業庁発足に伴い、同庁の機関となる。
- 2003年（平成15年）4月 - 日本郵政公社設立に伴い、同公社の機関となる。
- 2003年（平成15年）12月31日 - 大阪貯金事務センターに機能を移転して廃止[5]。